# Nicole Belloubet
Nicole Belloubet (ur. 15 czerwca 1955 w Paryżu) – francuska prawniczka, nauczyciel akademicki i samorządowiec, profesor, w latach 2013–2017 członkini Rady Konstytucyjnej, w latach 2017–2020 minister sprawiedliwości, w 2024 minister edukacji narodowej i młodzieży.

## Życiorys
Z wykształcenia prawniczka, absolwentka Université Panthéon-Assas. Specjalizowała się w prawie publicznym i historii prawa. Doktoryzowała się na Université Panthéon-Sorbonne z zakresu prawa publicznego. Od 1981 pracowała na tej uczelni. Od 1992 do 1995 była wykładowczynią na Université d’Évry, a od 2005 do 2008 profesorem tej uczelni. W międzyczasie była dyrektorem w instytucie naukowym Institut international d'administration publique (1995–1997), a także dyrektorem okręgów szkolnych (1997–2005). W 2008 została profesorem w Institut d'études politiques de Toulouse.
Zaangażowana również w działalność polityczną, była związana z francuską lewicą. W latach 1989–1996 zasiadała w radzie miejscowości Saint-Rémy-lès-Chevreuse. W 2001 na zlecenie ministra edukacji Jacka Langa opracowała m.in. raport poświęcony przemocy seksualnej w szkołach. Od 2008 do 2010 pełniła funkcję pierwszego zastępcy mera Tuluzy. W 2010 wybrana do rady regionu Midi-Pireneje, objęła stanowisko pierwszej wiceprzewodniczącej do spraw edukacji, szkolnictwa wyższego i badań naukowych. W 2013 przewodniczący Senatu Jean-Pierre Bel powołał ją w skład Rady Konstytucyjnej.
21 czerwca 2017 została mianowana ministrem sprawiedliwości i strażnika pieczęci w nowo utworzonym drugim rządzie Édouarda Philippe’a. Urząd ten sprawowała do lipca 2020. W lutym 2024 dołączyła do gabinetu Gabriela Attala, obejmując w nim urząd ministra edukacji narodowej i młodzieży. Funkcję tę pełniła do września tego samego roku.

## Odznaczenia
- Komandor Legii Honorowej (2022)[4]
- Oficer Legii Honorowej (2014)[4]
- Kawaler Legii Honorowej (2001)[5]
- Kawaler Orderu Narodowego Zasługi (1998)[1]
- Komandor Orderu Palm Akademickich (2002)[1]